# NGC 3460
NGC 3460 (NGC 3457) je spiralna galaktika u zviježđu Lavu. Naknadno je utvrđeno da je to ista galaktika kao i NGC 3457.

## Vanjske poveznice
- (eng.) SEDS: NGC 3460
- (eng.) Revidirani Novi opći katalog
- (eng.) Izvangalaktička baza podataka NASA-e i IPAC-a
- (eng.) Astronomska baza podataka SIMBAD
- (eng.) VizieR